# Rainer Böhm (Komponist)
Rainer Böhm (* 23. Februar 1952 in Berlin; † 21. Mai 2013 ebenda) war ein deutscher Komponist.

## Leben
Böhm studierte Komposition und Dirigieren an der Hochschule für Musik „Hanns Eisler“ Berlin. Danach war er Meisterschüler für Komposition an der Akademie der Künste in Berlin. Für den Filmemacher Konrad Wolf schrieb er 1976 die Musik für den Film Mama, ich lebe. 1979 vertonte er für den Oktoberklub u. a. das "Lied vom Vaterland", (Text: Reinhold Andert).
1984 wurde er Musikalischer Leiter am Berliner Ensemble. Er arbeitete mit Theaterregisseuren wie Heiner Müller, Christoph Schroth, Claus Peymann und Manfred Wekwerth zusammen. Für den Dokumentarfilmregisseur Volker Koepp schrieb er etliche Filmmusiken.

## Auszeichnungen
- 1978: Kritikerpreis der Berliner Zeitung[3]
- 1982: Kritikerpreis der Berliner Zeitung[4]
- 1983: Hanns-Eisler-Preis

## Filmmusik (Auswahl)
- 1976: Mama, ich lebe
- 1976: Hostess
- 1978: Wittstock III
- 1979: Am Fluss
- 1979: Tag für Tag
- 1980: Blaue Pferde auf rotem Gras (Theateraufzeichnung)
- 1982: In Rheinsberg
- 1981: Verflucht und geliebt
- 1981: Casanova auf Schloss Dux (Fernsehspiel)
- 1983: Mein Vater ist ein Dieb
- 1984: Leben in Wittstock
- 1984: Iphigenie in Aulis (Theateraufzeichnung)
- 1984: Amok
- 1985: Ete und Ali
- 1989: Die Beteiligten
- 1991: Letzte Liebe
- 1993: Adamski
- 1998: Victor Klemperer – Mein Leben ist so sündhaft lang
- 1999: Polizeiruf 110: Schellekloppe
- 2002: Uckermark
- 2005: Schattenland – Reise nach Masuren
- 2007: Holunderblüte
- 2007: Söhne
- 2009: Berlin-Stettin

## Hörspielmusik
- 1978: Erich Schlossarek Der Aufschub – Regie: Christoph Schroth (Hörspiel – Rundfunk der DDR)